# Wolodymyr Onyschtschenko

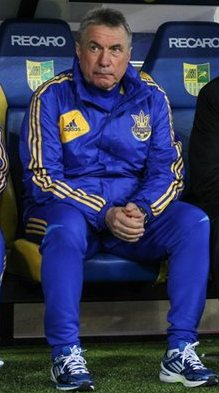
Wolodymyr Onyschtschenko 2013

Wolodymyr Iwanowytsch Onyschtschenko (ukrainisch Володимир Іванович Онищенко; * 28. Oktober 1949 in dem Dorf Stechanka in der Oblast Kiew, Ukrainische SSR) ist ein ehemaliger sowjetisch-ukrainischer Fußballspieler und späterer Fußballtrainer.
Onyschtschenko spielte ab 1962 in Jugendmannschaften von Dynamo Kiew. Von 1970 bis 1978 spielte er in der ersten Mannschaft dieses Vereins, unterbrochen von zwei Spielzeiten (1972–1973) in denen er für Sorja Woroschilowgrad spielte.
Mit Dynamo Kiew gewann der Stürmer 1971, 1974, 1975 und 1977 die sowjetische Meisterschaft und in den Spielzeiten 1974 und 1978 auch den sowjetischen Pokal. Mit Woroschilowgrad gewann er 1972 ebenfalls die sowjetische Meisterschaft.
In der Saison 1974/1975 gewann Onyschtschenko mit Dynamo Kiew den Europapokal der Pokalsieger. Im Finale gegen Ferencváros Budapest steuerte er zwei Tore zum 3:0-Endstand bei. Im selben Jahr gewann Dynamo gegen den FC Bayern München auch den UEFA Super Cup, Onyschtschenko kam im Rückspiel in Kiew zum Einsatz.
Zwischen 1972 und 1977 absolvierte er insgesamt 44 Spiele für die Sowjetische Nationalmannschaft und erzielte dabei 11 Tore. Bei der Endrunde der Fußball-Europameisterschaft 1972 stand er mit der sowjetischen Mannschaft im Finale gegen den späteren Sieger Deutschland. Onyschtschenko nahm mit der Olympiaauswahl an den Fußballturnieren der Olympiaden 1972 und 1976 teil und gewann mit dem sowjetischen Team jeweils die Bronzemedaille.
Nach seiner aktiven Karriere war er längere Zeit Mitglied im Trainerstab von Dynamo Kiew, zwischen 1999 und 2001 trainierte er die U-21 Nationalmannschaft der Ukraine.